# Milano Franchini
Milano Franchini – samochód Formuły 1 zbudowany przez Scuderia Milano. Nigdy nie wziął udziału w wyścigu.

## Historia
Milano Franchini był modelem technicznie podobnie zaprojektowanym do Bugatti. Bolid odbył pierwsze starty w 1952 roku, kolejne starty zostały rozpoczęte w 1955 roku, jednak były one utrudnione przez brak funduszy finansowych. Do pracy nad Milano Franchini został zaangażowany lokalny inżynier – Mario Speluzzi, który zainstalował nowe podwozie z dostosowanymi układami zawieszenia. Wkrótce do prac nad bolidem jako kolejny został zaangażowany Enrico Franchini – lokalny projektant silników. W bolidzie zastosowano poprzecznie zamontowany silnik za kierowcą, która była połączona wzorem Colombo. Ośmiocylindrowy 2,5-litrowy silnik chłodzony powietrzem został umieszczony z boku bolidu oraz był skierowany w tył głowy kierowcy. W bolidzie zamontowano skrzynię biegów zintegrowaną z przekładnią, która została bezpośrednio podłączona do korb silnika. Pozwoliło to na kompaktową konstrukcję podwozia, jednak bolid nigdy nie został ukończony.